# بوزیو
بوزیو (به ایتالیایی: Bosio) یک کومونه در ایتالیا است که در استان آلساندریا واقع شده‌است.

## خصوصیات
بوزیو ۶۶٫۹ کیلومترمربع مساحت و ۱٬۱۹۰ نفر جمعیت دارد و ۳۵۸ متر بالاتر از سطح دریا واقع شده‌است.